# Killing Joke
Vous lisez un « article de qualité » labellisé en 2007.
Pour les articles homonymes, voir Killing Joke (homonymie).
Cet article concerne le groupe de musique. Pour l'album homonyme sorti en 1980, voir Killing Joke (album, 1980). Pour celui de 2003, voir Killing Joke (album, 2003).
Killing Joke ([ˈkɪlɪŋ dʒəʊk]) est un groupe musical britannique, originaire de Cheltenham, en Angleterre, actif entre 1979 et 2023. Il est reconnu comme l'une des formations les plus importantes de la période post-punk, new wave et rock gothique de la fin des années 1970 et du début des années 1980 et s'impose ensuite comme l'un des groupes majeurs du courant metal industriel à compter de l'album Extremities, Dirt and Various Repressed Emotions sorti en 1990,. Il a fortement influencé des groupes comme Nirvana, Metallica, Ministry, Soundgarden, Korn, Marilyn Manson ou encore Fear Factory, qui ont tous mentionné être redevables à ce groupe,.
Les seuls membres permanents du groupe depuis sa fondation sont Jaz Coleman, chanteur et leader historique du groupe, joueur de claviers et synthétiseurs, compositeur, directeur des cordes et orchestres, et Geordie Walker, guitariste et choriste. En 1994, Killing Joke sort l’album Pandemonium qui marque et influence profondément et durablement la scène du metal industriel. L’album est resté une référence dans ce style musical. Leurs sons de guitare et de basse jouent beaucoup sur la distorsion, accompagnés selon l'époque par une batterie tantôt tribale et puissante, tantôt funky et par des synthétiseurs typiques de la new wave. Le chant joue, selon les morceaux et les périodes, sur des plages allant d’une grande douceur au hurlement tribal. Coleman partage son temps entre la composition d’œuvres classiques et le travail en studio et sur scène pour Killing Joke. Il étudie de nombreuses cultures, vit désormais entre Prague et la Nouvelle-Zélande et développe un intérêt pour l'occultisme, le folklore tchèque et la musique māori.
Killing Joke se met en sommeil vers le milieu des années 1990, ses membres se focalisant sur divers projets personnels. Après une parenthèse de sept ans entre la sortie de l'album Democracy et celle de Killing Joke en 2003, le groupe reprend un rythme de production plus régulier, sortant consécutivement plusieurs albums studio ainsi qu'un album et DVD live célébrant les 25 ans d'activité discographique de Killing Joke. Cette période est également marquée par la mort du bassiste Paul Raven en 2007. Le groupe fête ses trente ans de production artistique courant 2010 avec un album studio intitulé Absolute Dissent et une tournée en Europe et aux États-Unis, rassemblant les quatre membres d'origine, dont deux avaient fait défection — Martin Glover dit « Youth » en 1982 et Paul Ferguson dit « Big Paul » en 1987. Depuis cette année-là, le groupe réuni produit à son tour régulièrement albums et tournées.
L'un des deux seuls membres de Killing Joke à avoir participé à l'intégralité de la carrière du groupe, le guitariste Geordie Walker, meurt à Prague au matin du 26 novembre 2023. Son décès marque la fin de l'activité du groupe.

## Histoire

### Origines

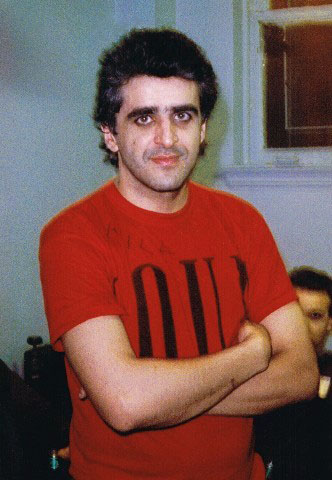
Jaz Coleman, chanteur et meneur de Killing Joke, avant un concert en 1991.

La légende veut que Killing Joke soit né d’une rencontre dans une file d’attente de l'agence britannique pour la recherche d'emploi, le British Unemployment Office, tout à la fin de l’année 1978. Ce jour-là, Jeremy « Jaz » Coleman rencontre un ami et lui parle de ses aspirations musicales. En entendant le discours de Coleman, son ami lui glisse qu’il a quelqu’un à lui présenter, puis l’emmène à son appartement londonien où les attend le batteur Paul Ferguson. Selon Coleman, sans échanger un seul mot, les deux musiciens réalisent qu’ils sont destinés à jouer ensemble une musique que Ferguson décrira plus tard comme « le son que ferait la Terre en vomissant. » Ils sont tous deux férus d'occultisme : afin de les aider à choisir les personnes les plus adaptés pour mener à bien leur projet, ils affirment avoir alors pratiqué un rituel magique dit de « localisation », au cours duquel ils auraient involontairement invoqué le feu, déclenchant un début d'incendie. Pour donner corps à leurs idées, Coleman et Ferguson font passer une annonce dans le journal musical Melody Maker, disant en substance « Vous souhaitez faire partie de la Blague qui Tue ? Publicité Totale - Anonymat Total - Exploitation Totale. » Peu de temps après, le bassiste Martin « Youth » Glover puis le guitariste Kenneth « Geordie » Walker les rejoignent et le groupe prend vie.
Selon Coleman, Killing Joke se forme autour d’intentions bien particulières : « définir l’exquise beauté de l'ère atomique en termes de style, de son, et de forme. » Le nom provient d’une expression britannique faisant référence à une situation ou un événement paradoxal, ironique. Ils commencent alors à écrire et se produire en concert et gagnent rapidement une assez bonne réputation à travers Londres avec des morceaux comme Malicious Boogie, Wardance, Pssyche, Turn to Red, Nuclear Boy, et une reprise des Sex Pistols, Bodies. Neil Perry, journaliste musical, estime que Killing Joke est alors le meilleur groupe de la scène londonienne, décrivant leur découverte comme « un électrochoc ».
Le groupe déménage et s’installe dans le quartier de Notting Hill Gate, pour y enregistrer le premier single du groupe, Almost Red, avec de l’argent emprunté à la petite amie de l’époque de Coleman. John Peel, impressionné par l’enregistrement, propose au groupe un passage dans son émission. Killing Joke devient l’un des groupes les plus populaires parmi ceux diffusés par ce biais, à la fin des années 1970. À la fin de l’année 1979, les membres du groupe signent avec Island Records, qui leur permet de créer leur propre label, Malicious Damage.

### Années Malicious Damage (1979–1982)
Après la sortie du quatre titres Nervous System / Turn to Red sur Malicious Damage par le biais d’E’G Records, Killing Joke fait paraître son premier album, Killing Joke en 1980. La couverture est en noir et blanc, et il n’y a aucune mention des noms des membres du groupe. Saturé de nombreuses sonorités électroniques, de batterie tribale, de basse syncopée et d’un son de guitare rythmique unique à l’époque, l’album inclut le titre Change qui devient un standard des clubs des deux côtés de l’Atlantique. Ferguson dira alors : « C’est de la musique agressive, ce n’est pas de l’amusement poli. Nous avons des titres dans les classements des meilleures ventes de singles. Ici [aux États-Unis] et c’est un plaisir. Ça ne m’embête pas du tout d’entrer dans les meilleures ventes disco. Je pense que c'est porteur de beaucoup d’espoir pour le monde. »
Les membres de Killing Joke écrivent tous les morceaux de leur album suivant, What's THIS for...! alors qu’ils sont déjà en studio. Selon Geordie, ce procédé s’est révélé difficile, puisque pour le premier album ils disposaient d’un an de travail d’avance avant l’enregistrement. Sorti en juillet 1981, l’album révèle un groupe focalisé sur le développement de son propre son. Depuis Madness, long de sept minutes, jusqu’à Tension et Fall of Because, l’album continue dans le sillon tracé par le groupe, basé sur leur prédiction d’une fin prochaine de la raison et d’un retour à un type d’homme plus primitif. C’est aussi un bon indicateur de l’humour pervers qui se cache derrière Killing Joke. La couverture montre une mère de famille / touriste contemplant un champignon atomique, en contrepoint de paroles comme « Je me demande qui a choisi les couleurs ? C’est très joli ! ».

### Pressions et dépression (1982)

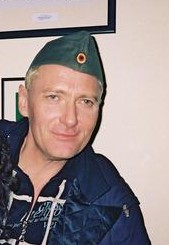
Geordie Walker, guitariste du groupe depuis sa création (en tournée en Australie en 2005).

À l’issue d’une tournée mondiale, Killing Joke s’aventure en Allemagne avec le producteur vétéran Conny Plank. Cette première collaboration avec un producteur extérieur au groupe donne Revelations, sorti en juin 1982. Nouveau travail anonyme, l’album comprend le hit Empire Song. Tout au long de cet album sont évoquées les pressions auxquelles le groupe est soumis, aussi bien dans un registre personnel et relationnel que de la part de l’industrie musicale. Land of Milk and Honey y fait directement référence.
Incertain quant à la direction musicale à suivre, et confronté à la perspective d’une nouvelle tournée mondiale, le groupe craque et se sépare. Jaz Coleman, au bord de la dépression nerveuse, quitte le groupe pour se réfugier en Islande à la fin d’un concert, le soir de son anniversaire. Officiellement, il choisit cette destination à la suite de la vision d’une imminente fin du monde, ses interlocuteurs mystiques souhaitant ainsi le mettre en sûreté. Officieusement, il s'agissait plus simplement de « mettre un frein à Killing Joke et faire d’autres choses ». Geordie Walker le rejoint et ils enregistrent sur une brève période avec le groupe local Peyr tandis que Youth et Big Paul forment leur propre groupe, Brilliant, apparemment nommé ainsi à cause de la face B du single Empire Song. Cependant, avant que Brilliant ait eu le temps de produire un enregistrement, Paul Ferguson quitte le groupe. La presse spécialisée britannique s’exprime assez vertement sur ces déboires, et Youth, accompagné de divers collaborateurs, sort finalement courant 1982 un premier single appelé That’s What Good Friends Are For (littéralement « C’est pour ça que les bons amis existent »). Malgré ses membres tous issus de formations à succès, son équipe marketing ambitieuse et un budget de 300 000 £ pour un premier — et unique — album, le groupe évolue jusqu'en 1986 sans connaître ni succès commercial ni critique réellement enthousiaste.

### Délicat tournant (1982–1986)
Après sa parenthèse islandaise, Coleman rejoint finalement Walker et Ferguson afin de sortir Killing Joke de ce bref hiatus. Ils recrutent un bassiste alors inconnu, Paul Raven. Ils tournent en Europe et aux États-Unis au cours de l’année 1982, permettant ainsi à Raven de découvrir le monde de la scène. Plusieurs concerts à Toronto sont enregistrés pendant la tournée, donnant naissance au maxi « HA ». Au début des années 1980, une des affiches du groupe destinée à annoncer une série de concerts leur vaut d’être interdits de scène à Dublin : elle représente l’abbé catholique allemand Albanus Schachleiter bénissant une haie d’honneur de soldats nazis au congrès de Nuremberg de 1934. Cette même image est reprise sur la couverture de la compilation Laugh? I Nearly Bought One! sortie en 1992. Les croix gammées des brassards sont cependant remplacées par les symboles monétaires de la livre sterling, du yen japonais et du dollar américain.
Killing Joke amorce un virage sujet à controverse, la recherche d’un nouveau public pour leurs albums. Cette même demande de la part de Youth, quelque temps plus tôt, avait pourtant été ignorée. Le résultat, sorti en 1983, est l’album Fire Dances. C’est alors la première fois qu’apparaissent, dans un livret, les photos des membres du groupe. Présentant des styles musicaux plus variés, Coleman dira de cet album qu’il est « leur meilleur à ce jour » (comme il semble l’avoir dit de chaque nouvel opus) et Let’s All Go (to the Fire Dances) est choisi comme single de lancement. L’album contient quelques bons morceaux devenus des classiques du groupe, comme Frenzy et Harlequin. Après un moment de silence, Killing Joke revient en 1984 avec une nouvelle paire de 45 tours, A New Day et Eighties, qui sont plus diffusés à la radio qu’aucun de leurs singles précédents. Jouant devant d’immenses drapeaux américains et soviétiques, le groupe reprend les tournées et semble vouloir donner une image plus homogène, coordonnant les costumes noirs, avec pour Walker et Raven de grandes bottes en caoutchouc et métal à la Kiss.
Profitant du succès d'Eighties, le groupe sort l’album Night Time, enregistré à Berlin et comprenant la chanson Love Like Blood qui jette à nouveau du Killing Joke sur les pistes de danse des États-Unis et de l’Europe. Love Like Blood couvre plusieurs genres, passant du rock gothique à la dance musique tout en ayant une accessibilité pop. En France, la version maxi de ce titre remixée avec un son de batterie plus en avant, suscite un grand intérêt chez un public plus large. Comprenant huit titres, dont Eighties, l’album est basé sur des sons de claviers mélodiques, typiques de cette période, et sur la guitare de Geordie Walker sur des morceaux comme Kings and Queens et Europe.
Après six années de collaboration avec la maison de disques Polydor, le groupe signe un contrat avec la compagnie de Richard Branson, Virgin Records. Sur leur sixième album, Brighter Than a Thousand Suns (« plus brillant qu’un millier de soleils », trouvant son nom dans une description japonaise de l’explosion nucléaire d’Hiroshima ; cette citation célèbre a également donné son titre à Brighter than a Thousand Suns: A Personal History of the Atomic Scientists, livre de Robert Jungk), le groupe s’offre un succès plus modeste dû à des articles de presse mitigés. Le format des photos du groupe, pour sa part, s’agrandit. Coleman apparaît en couverture, les autres membres dans le livret. Les deux chansons promues en singles, Adorations et Sanity, sont assez peu diffusées à la radio. Nous sommes alors en 1986.

### Problèmes artistiques et juridiques (1987-1988)
Après l'accueil en demi-teinte tant commercial que critique de Brighter Than a Thousand Suns, le groupe se réunit de nouveau à Berlin en 1987. Jaz Coleman travaille sur un album solo sur lequel il invite ses collaborateurs de Killing Joke. Il mène ce projet dans une direction artistique personnelle, lourdement axée sur les synthétiseurs et laissant plus de place à son chant, qui crée de fortes tensions. L'ambiance se détériore pendant les séances d'enregistrement au point d'entraîner la séparation du groupe avant un nouveau changement stylistique brutal.
Outside the Gate sort finalement au tout début de l'été 1988. Pour des raisons commerciales, il est estampillé « Killing Joke » et non « Jaz Coleman » par la maison de disques, Virgin Records. Y figure le single America, trait accusateur et simpliste à destination d’un pays et d’une culture que Coleman rejette au point de ne plus vouloir y faire de tournée. Outside the Gate essaie de se maintenir au faîte des tendances musicales avec notamment Stay One Jump Ahead qui comporte un chant scandé rappelant le rap.
Globalement jugé très décevant, l’album reçoit un accueil critique glacial. Ainsi, Sam King du magazine britannique Sounds regrette le mutisme des guitares de Geordie Walker, jusque là caractéristiques du groupe, et estime que ce nouvel opus constitue « la “blague qui tue” ultime : nihiliste, décomplexée et ennuyeuse de bout en bout ». Pour David Jeffries de AllMusic, le chant est « douteux », les chansons « ennuyeuses » et la musique « horriblement ténue ».
Deux mois après la sortie de l'album, Virgin Records met un terme au contrat du groupe. S’ensuit un procès contre la maison de disques, qui ruine Killing Joke tant moralement que financièrement. La préparation chaotique d'Outside the Gate entraîne le départ de deux membres du groupe : d'abord le batteur Paul Ferguson, puis le bassiste Paul Raven. D'abord invité à jouer ses parties de batterie en studio, Ferguson est écarté du projet car il ne serait pas parvenu à respecter la métrique musicale « magique » particulière imposée par Jaz Coleman : il est remplacé et se retire de Killing Joke dans la foulée. Raven, qui à l'origine ne souhaite pas participer à cet album dont le style ne lui plaît pas, revient d'abord sur sa décision quand il apprend que Ferguson est de la partie. Il enregistre donc ses lignes de basse. En conséquence du départ forcé de son ami, il prend congé à son tour et exige que son nom ne figure pas dans les crédits d'un projet auquel il se sent étranger.

### Nouveau retour et nouveaux revers (1989-1991)

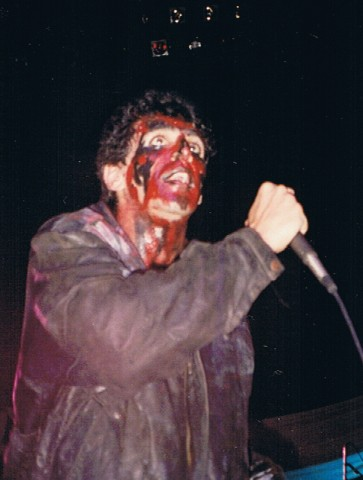
Jaz Coleman sur la scène du Metro, Chicago, Illinois (États-Unis) en 1991.

Killing Joke, devenu duo, revient toutefois sur le devant de la scène musicale en 1989. Afin de trouver une nouvelle maison de disques et de payer des frais de justice plutôt élevés, le groupe s’embarque pour une tournée américaine qui les mène de petit club en petit club. Jaz Coleman et Geordie Walker effectuent une sélection de nouveaux morceaux avec un nouveau batteur, Martin Atkins, un ancien de PIL et de Brian Brain, et un bassiste de scène, Dave Ball dit « Taif ». La presse spécialisée britannique annonce originellement que le bassiste de la tournée sera Andy Rourke, ancien bassiste des Smiths. Celui-ci commence effectivement la tournée, mais est vite écarté pour des raisons qui restent inconnues. Dotée de moyens financiers très faibles, la tournée permet au groupe de retrouver leur technicien et ami de longue date, Fil, et le claviériste John Bechdel.
Malgré des conditions difficiles, le groupe joue des sets intenses au cours desquels défilent presque tous les nouveaux morceaux. Dans la région de New York, ils jouent trois fois de suite et tiennent conférence dans le quartier de Greenwich Village. Jaz Coleman profite de cette occasion pour pester contre l’industrie du disque, qui selon lui a « avalé, broyé et recraché » le groupe. Les fans sont invités à assister à ce discours, qui est filmé pour l’émission de MTV, 120 minutes. Coleman parle alors de racheter les droits sur le nom Killing Joke, qu’il partage alors avec le batteur « Big Paul » Ferguson, et s’exprime sur les difficultés que le groupe a traversées.
Finalement, Killing Joke signe pour un seul album avec le label Noise Entertainment, filiale du conglomérat allemand BMG. Le résultat est l’album Extremities, Dirt and Various Repressed Emotions. Reflet de l'état d’esprit perpétuellement pessimiste de Jaz Coleman, Extremities... est une avalanche de dégoût pour la société, de colère et de sarcasme. La sortie de l'album est suivie d'une brève série de concerts, en Europe et aux États-Unis, pour laquelle Paul Raven reprend son rôle de bassiste.

### Rupture et projets personnels (1991-1992)
Les deux fortes personnalités que sont Coleman et Walker entrent souvent en conflit, au point d'entraîner une nouvelle séparation. Celle-ci, pour la première fois, laisse le chanteur isolé : Martin Atkins invite les ex-membres de Killing Joke — Raven, Walker, Ferguson, Bechdel — et le chanteur Chris Connelly à le rejoindre sur son label Invisible Records pour enregistrer sous le nom de Murder, Inc. Ce supergroupe se sépare rapidement, sans jamais avoir tourné.
Au cours des quelques années suivantes, les membres de Killing Joke se recentrent sur d’autres activités artistiques. Coleman, de son côté, sort un album teinté de musique populaire d’inspiration égyptienne, en collaboration avec Anne Dudley d’Art of Noise : Songs from the Victorious City. Mettant à profit sa formation en direction d’orchestre symphonique, il travaille à ses propres compositions dans ce style et s’installe en Nouvelle-Zélande. Walker se marie et s’installe dans la ville de son épouse, Détroit. Il passe une audition visant à remplacer le guitariste Jim Martin, fraîchement expulsé de Faith No More, mais ne donne pas suite. Paul Raven fonde un éphémère groupe dénommé The Hellfire Club avant de rejoindre les rangs du groupe de metal new-yorkais Prong. Martin Atkins, pendant ce temps, tourne et enregistre avec son nouveau supergroupe, Pigface. La dispersion de Killing Joke semble alors définitive.

### Retour sur le devant de la scène (1992–1996)

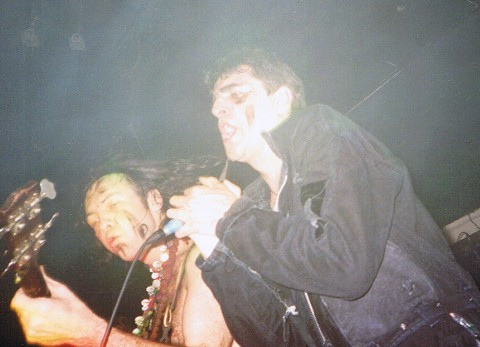
Youth et Jaz Coleman, en concert à Nottingham en 1994.

Cependant, en 1992 démarre une nouvelle phase pour Killing Joke. Cette année-là, Virgin Records finance la compilation Laugh? I Nearly Bought One! et Geordie Walker est contacté afin de vérifier qu’y sont inclus les morceaux les plus représentatifs du groupe. Il fait alors appel au producteur Youth pour savoir si ce dernier dispose encore de vieilles photos du groupe afin d’illustrer le livret de l’album. Depuis les incidents l’ayant opposé à Coleman, Youth a enregistré quelques albums avec Brilliant et est devenu un producteur renommé. Les deux ex-collègues retrouvent une certaine complicité, et finalement, Youth propose de reformer Killing Joke. En utilisant à bon escient les nombreux contacts de Youth, Killing Joke est rapidement signé sur Zoo Entertainment, une division de BMG. Pandemonium est enregistré aux printemps, été et automne 1994 aux studios York en Nouvelle-Zélande, dont Coleman est copropriétaire, et aux studios Butterfly de Youth à Brixton. L’album est coproduit par Youth, on trouve un certain Geoff Dugmore à la batterie, et certaines parties vocales sont enregistrées dans la chambre du Roi de la grande pyramide de Gizeh en Égypte, grâce à une généreuse « donation » de 3 500 $ à un fonctionnaire du ministère de la culture. Faisant fusionner leur « vieux » son avec des influences plus métalliques, le groupe renoue avec le succès commercial puisque le single Millenium est diffusé très régulièrement sur les stations de radio américaines. Ils reprennent la route pendant une bonne partie de l’année 1994 et au cours des premiers mois de 1995, jouant devant un public mélangeant vieux fidèles et jeunes — dont certains prennent Killing Joke pour un groupe tout récemment formé.

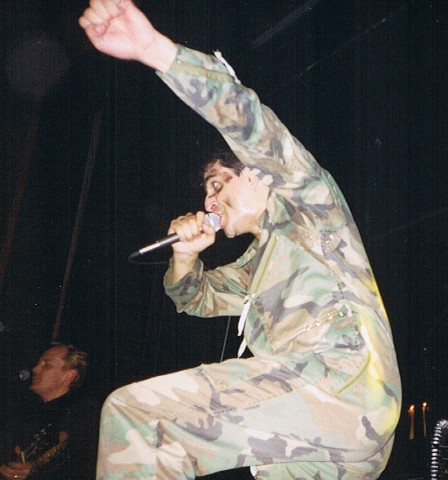
Jaz Coleman sur scène, lors d’un concert de Killing Joke à Manchester en 1994. On distingue Geordie Walker en arrière-plan.

Suit, en 1996, l’album Democracy. Ajoutant, sur nombre de morceaux, une rythmique lancinante jouée à la guitare acoustique à l’habituel son électrique de Walker, l’album marque un nouveau changement dans le style du groupe. Toutefois, sont abordés des thèmes devenus récurrents chez Killing Joke. Les « leaders » du monde occidental sont la cible de critiques violentes, de même que le système démocratique en général. En annexe on retrouve la violence et l’inégalité, rejetées avec force par le chant de Coleman, qui passe du murmure léger, dans des morceaux comme Pilgrimage, aux hurlements de rage du dernier titre, Another Bloody Election. L’album, après le très métallique Pandemonium, aura du mal à conserver au groupe les fans récemment acquis. S’ensuit une tournée étalée sur les années 1996 et 1997, puis une nouvelle période de silence longue de sept ans.

### Longue parenthèse et retour en grâce (1996–2003)

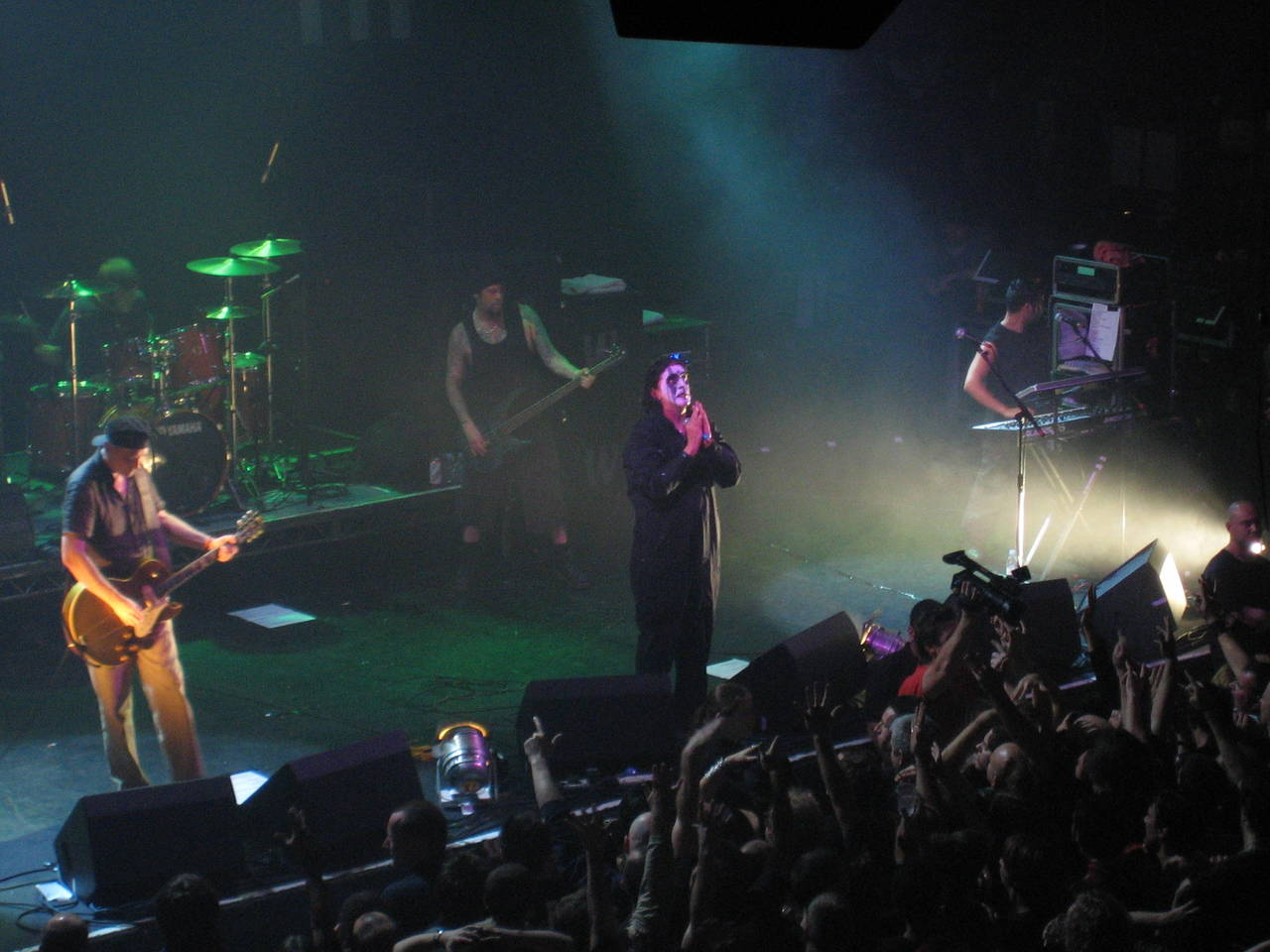
Killing Joke au London Astoria, le 14 octobre 2005.

Durant cette parenthèse, Jaz Coleman se recentre sur sa seconde passion, l’écriture pour orchestre symphonique. À cette fin, il vit de plus en plus souvent à Prague, en République tchèque. Il connaît un bon succès en arrangeant les œuvres de groupes comme les Doors, faisant interpréter ses versions par l’Orchestre national de Prague avec, comme soliste, le célèbre violoniste Nigel Kennedy. L’ère Killing Joke semble bel et bien terminée. Coleman fait cependant des rencontres fort intéressantes sur le plan musical, qui sont évoquées dans le film tchèque Rok Ďábla. Les membres du groupe se font discrets, évitant en entretien de s’exprimer sur la possibilité d’une reformation.
En 2003, Coleman, Walker et Youth créent la surprise en sortant un second album intitulé Killing Joke, comme le tout premier. Les morceaux sont préparés en studio, et la batterie est confiée à Dave Grohl, ancien batteur de Nirvana et chanteur-guitariste des Foo Fighters. Grohl parle à cette occasion de l’admiration sans borne que les membres de Nirvana vouaient à Killing Joke, Le teaser de l’album (morceau destiné à appâter l’acheteur) se retrouve sur le CD mensuel de nombreux magazines musicaux à travers le monde. Killing Joke retrouve un public perdu depuis Pandemonium, celui des fans de metal et de musique industrielle. Les critiques sont globalement excellentes pour cet album qui, pour le chroniqueur des Inrockuptibles, est « d'une ardeur foudroyante et sonne comme un disque de hard-rock, option trash-metal ». Le groupe n’avait pas réussi à fédérer autant de monde autour de sa musique depuis bien des années.
Le thème principal de cet opus est l’opposition farouche de Coleman à la guerre d'Irak initiée par George W. Bush. Sur des morceaux comme Asteroid, on peut remarquer une tendance assumée au millénarisme. Les compositions sont signées Coleman/Glover/Walker, mais Raven apparaît tout de même dans les crédits de l’album. Personne ne sait avec certitude qui tient la basse sur l’album, cependant Raven est bien le bassiste de la tournée qui s’ensuit. Cette tournée couvre l’Europe, les États-Unis et l’Australie en 2003 et 2004, avec, derrière la batterie, Ted Parsons, un ancien de Prong. L’année 2005 est celle de la consécration avec deux soirées anniversaire pour célébrer les 25 ans du groupe. Le Shepherds Bush Empire, beau petit théâtre à l’italienne de Londres, est rempli pour l’événement. S’ensuivent un DVD et un album live sur CD et vinyle. Ben Calvert, jeune batteur, se joint au groupe en compagnie d’un nouveau claviériste, Reza Udhin. Dans la foulée, Killing Joke assure la première partie de la tournée d'été 2005 du groupe Mötley Crüe, nouvellement reformé. Au vu des performances comparées des deux groupes sur scène, un critique sort cette pique : « à la place des Mötley Crüe, je ferais dans mon pantalon. » Pour sa part, Coleman dit du célèbre groupe que leurs QI additionnés sont à peine aussi élevés que la température ambiante.

### Nouveaux travaux, décès de Paul Raven (2006–2010)

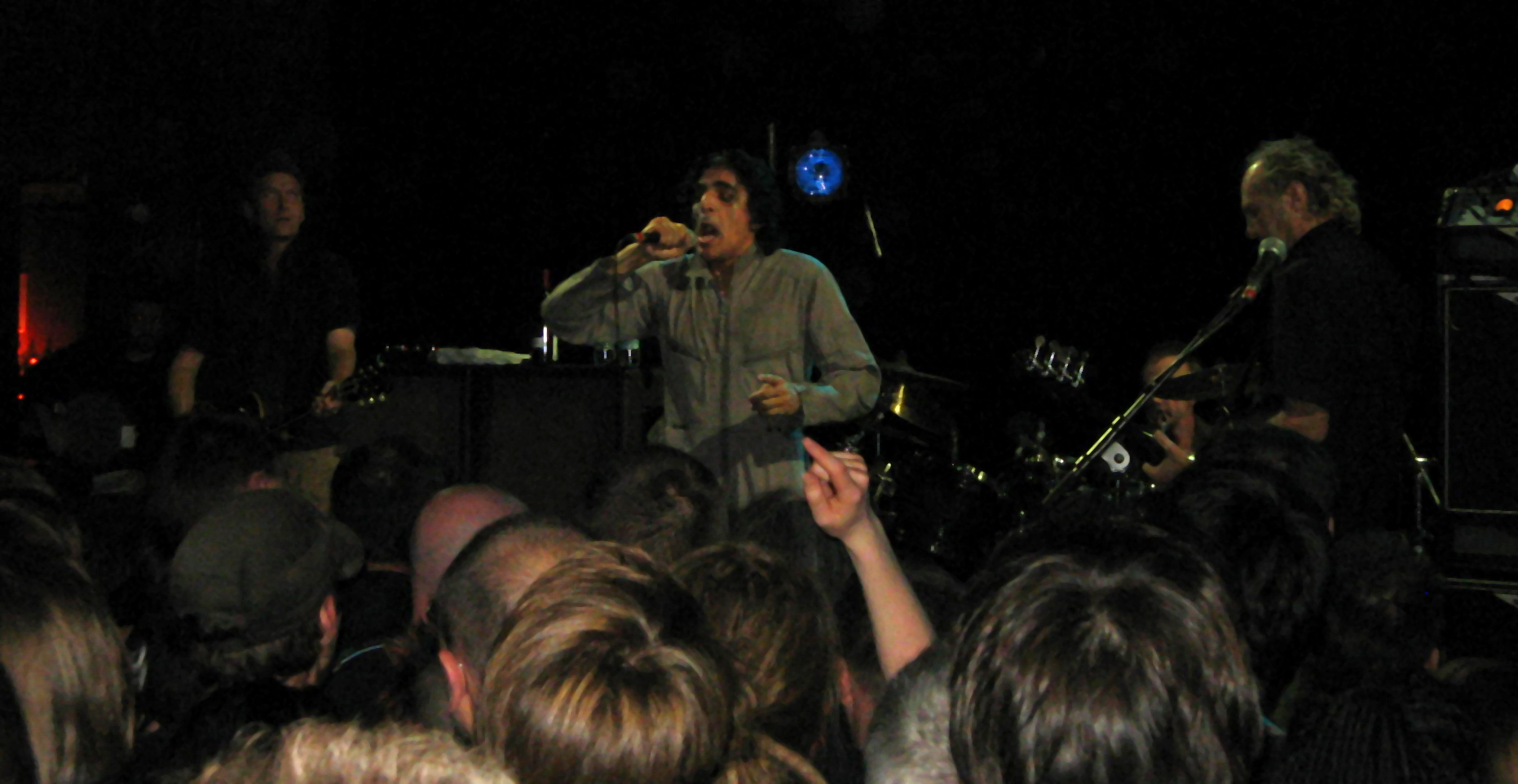
Killing Joke en concert à Paris, le Trabendo, 27 septembre 2008.

Commence alors le travail de création et d’enregistrement de leur nouvel album. La ville de Prague étant devenue le point de chute du groupe, c’est là que naît Hosannas from the Basements of Hell. Petr Zelenka, qui a dirigé Coleman dans le film Rok ďábla, réalise le clip du titre phare de l’album. Sorti en avril 2006, cet opus délivre une énergie brute qui remonte loin dans l’histoire du groupe. Le son cru, brutal et sans artifice rappelle celui déjà entendu sur Extremities.... Une nouvelle fois, l’accueil est excellent et les ventes suivent le même mouvement. Immédiatement après la sortie de Hosannas from the Basements of Hell, Killing Joke entame une tournée européenne. Paul Raven quitte cependant assez vite la scène pour aller tourner avec Ministry. Il est remplacé par Kneill Brown. Le 10 juin 2006, le groupe occupe la scène MySpace du Download Festival, recevant pour l’occasion une excellente critique de la part du magazine Kerrang. La partie automnale de la tournée est ensuite annulée à cause de « problèmes de santé », sans autre précision.
Jaz Coleman devient compositeur résident en République tchèque, où il effectue de fréquents séjours depuis sept ans, ainsi qu’en Nouvelle-Zélande, son pays de résidence, respectivement avec l'orchestre national de Prague et l'orchestre philharmonique d'Auckland. En octobre 2006, une rumeur fait état de sa nomination comme compositeur résident pour l’Union européenne : Coleman serait ainsi appelé à composer et jouer ses musiques pour toute occasion spéciale au sein de l’Union. Si Coleman a confirmé lors d'une interview, il est néanmoins impossible de trouver la preuve d'une telle nomination dans une quelconque source officielle. Killing Joke s'attache depuis quelques années à ressortir leurs albums en versions remasterisées et agrémentées de divers bonus, tels que quelques morceaux n'ayant jusque-là fait leur apparition qu'en face B de 45 tours ou maxi 45 tours. Outre ces nouvelles versions, l'album Extremities... subit un traitement de faveur, sa réédition se voyant précédée d'un double album intitulé Inside Extremities, Dirt and Various Repressed Emotions. Ce double enregistrement est constitué, pour la première partie, de diverses prises de son de répétition, et pour la seconde d'un enregistrement en concert réalisé en France. Sortent ensuite deux rééditions officielles comprenant chacune trois albums originellement distribués sur le marché parallèle dans les années 1980, intitulées Bootleg Vinyl Archive vol. 1 & 2.
Le 20 octobre 2007, Paul Raven, alors bassiste attitré de la formation, décède d'une crise cardiaque près de la frontière franco-suisse, où il séjourne afin de répéter avec Treponem Pal. Les membres originaux de Killing Joke se retrouvent à l'occasion des funérailles de Raven et, motivés, selon eux, par un « sentiment de mortalité », décident de jouer à nouveau ensemble et de produire un treizième album studio. En février 2008, outre le nouvel opus en cours d'enregistrement, annoncé pour l'été par le biais du site officiel, album qui est ensuite repoussé à l'automne 2010, le groupe prépare une tournée mondiale s'étalant sur septembre et octobre de la même année. L'originalité de cette tournée est de proposer, dans la plupart des villes visitées, deux soirées de suite, chacune basée sur un programme différent. La première est consacrée au répertoire issu des deux premiers albums du groupe tandis que la seconde se veut plus généraliste - morceaux de l'album Pandemonium de 1994 et divers singles du groupe sortis chez Island dans les années 1980. Pour la première fois depuis 1980, cette tournée réunit les quatre membres du groupe originel : Coleman, Walker, Youth et Paul Ferguson. La première partie des spectacles est assurée par Treponem Pal. Jaz Coleman explique, à l'occasion de la tournée de l'automne 2008, que la sortie du nouvel album est repoussée pour une date indéterminée, et que seuls deux morceaux sont déjà finalisés, Fresh Fever from the Skies et Timewave.

### Absolute Dissentet retour à la formation originale (2010)
Ce nouvel album studio, le premier à réunir les membres d'origine depuis 1982, est finalement attendu pendant près de deux ans. Une nouvelle date de sortie est annoncée début 2010 : l'album, alors intitulé XIII: Feast of Fools, écrit, composé et produit par les quatre membres du groupe, est attendu pour le mois d'avril, accompagné d'une tournée de promotion traversant une partie de l'Europe et des États-Unis. À quelques semaines du début de la tournée, la date de sortie est à nouveau repoussée, cette fois au 6 septembre 2010. En conséquence du travail de postproduction restant à accomplir sur l'album, la tournée est également repoussée de six mois. En parallèle, un troisième extrait de l'album, Endgames, fait son apparition dans les revues et sur les sites musicaux, et le groupe annonce la sortie d'un EP intitulé In Excelsis pour le 21 juin 2010 sur le label britannique Spinefarm Records. Le treizième album studio de Killing Joke, avec une liste de morceaux revue, est renommé Absolute Dissent ; le morceau Feast of Fools, qui devait donner son titre à l'album, est écarté de la sélection et sort sur une édition alternative. La date de sortie finale est fixée au 4 octobre 2010 — après un ultime report d'une semaine — sur supports CD, vinyle et en téléchargement payant, avec une édition spéciale comprenant un disque de reprises de morceaux de Killing Joke par d'autres artistes.

### Projets, activités et dernières sorties (2011–2022)

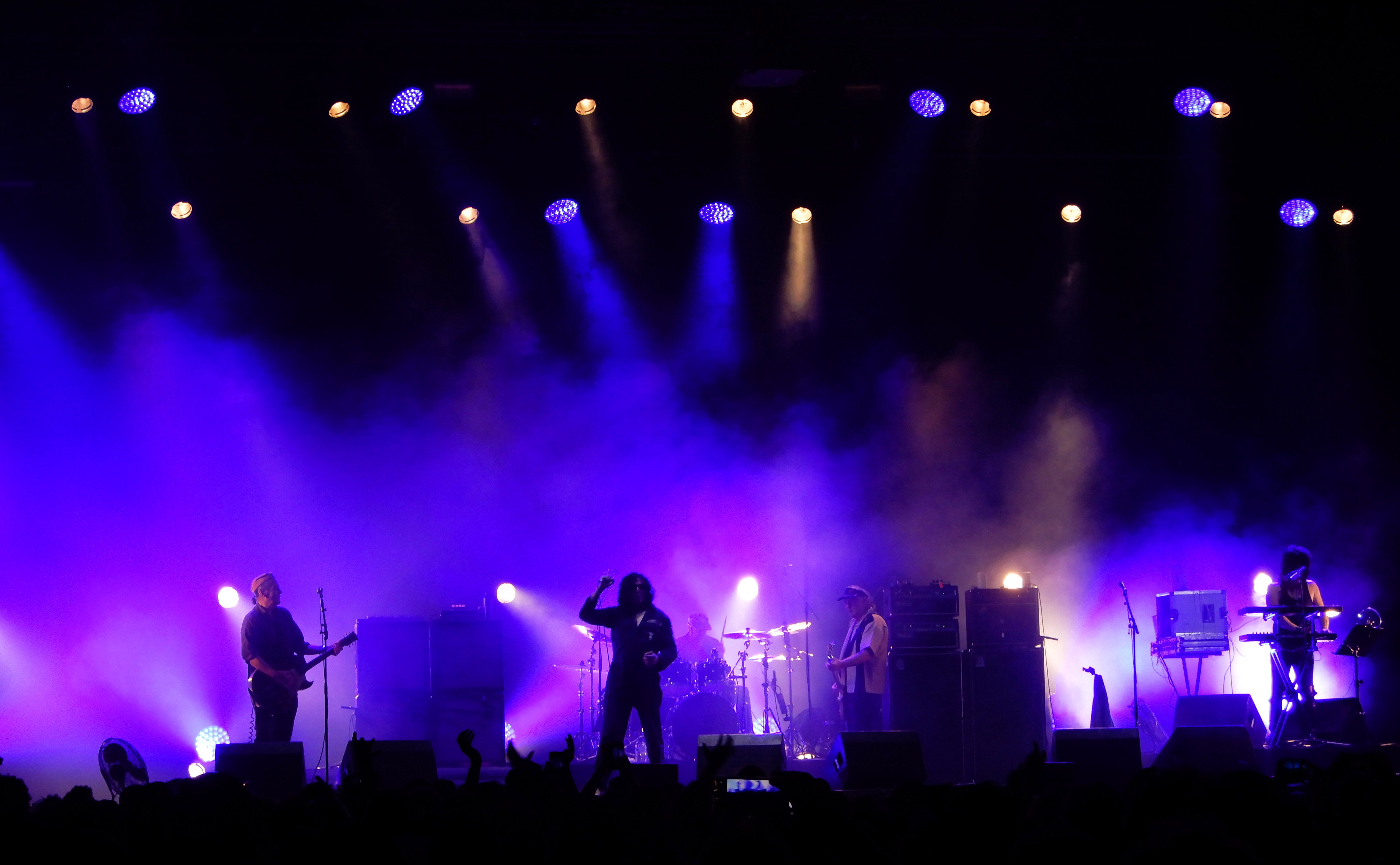
Killing Joke au Hellfest 2022, le dimanche 19 juin.

Après l'album et la tournée Absolute Dissent,, le groupe annonce travailler sur ce que Geordie Walker décrit comme leur album live le plus abouti, un album « définitif » pour les fans du groupe. Il s'agit de Down by the River, un double album de vingt titres qui sort en édition dématérialisée en décembre 2011 et est attendu sur supports CD et vinyle pour avril 2012. Geordie Walker dit s'être beaucoup impliqué dans la réalisation de ce projet après avoir remarqué que la formation originale de Killing Joke n'avait jamais réalisé d'enregistrement de concert dans de bonnes conditions, trente-deux ans après la formation du groupe.
Le 8 mars 2012, en marge de leur nouvelle tournée européenne, Killing Joke annonce la sortie d'un quatorzième album studio, intitulé MMXII (2012 en chiffres romains), pour le 2 avril 2012. L'album est généralement bien accueilli par la presse spécialisée,, et recense une moyenne générale de 75 % sur Metacritic. Le même jour sort le clip du premier extrait de l'album, In Cythera.
En octobre 2015, le groupe publie son quinzième album, Pylon chez Spinefarm Records. La sortie de cet ultime album studio du groupe est accompagnée d'une tournée britannique de dix dates.
Un accident de pêche survenu en mai 2021 faillit être fatal à Jaz Coleman : alors qu'il se tient debout sur un petit bateau, il perd l'équilibre et tombe à l'eau. Sauvé de la noyade, le chanteur est cependant hospitalisé dans un état grave et, selon lui, ses chances de survie ont été estimées à 50 %. Coleman se rétablit néanmoins rapidement et le groupe annonce, quelques semaines après l'incident, une tournée britannique pour le printemps 2022.

### Décès de Geordie Walker et séparation (2023)
L'un des deux seuls membres de Killing Joke — avec le chanteur Jaz Coleman — à avoir participé à l'intégralité de la carrière du groupe, le guitariste Geordie Walker, meurt à Prague d'un accident vasculaire cérébral au matin du 26 novembre 2023. Il reçoit de nombreux hommages posthumes. Peter Murphy salue un homme « raffiné, calme et discret, doté d'un profond charisme ». Kirk Hammett du groupe Metallica évoque « une immense influence » ; Billy Idol, qui a tourné avec Killing Joke l'année précédente, se dit « fan de longue date » et Tim Burgess des Charlatans dit du son de guitare de Walker qu'il a « défini [sa] jeunesse ». Le groupe relaie la nouvelle sur les réseaux sociaux mais ne communique pas sur l'avenir de la formation.
Depuis, le groupe est inactif et les membres survivants se concentrent sur leurs projets et carrières personnels.

## Influences
Paul Ferguson, cofondateur du groupe, cite des formations aussi diverses que Led Zeppelin, Black Sabbath, Yes et King Crimson, en précisant que leurs influences vont bien au delà du punk. Geordie Walker cite parmi ses toutes premières inspirations à la guitare le titre Sabre Dance joué par le guitariste Dave Edmunds de Love Sculpture comme référence « pour transmettre une émotion », et le jeu de John McKay de Siouxsie and the Banshees sur l'album The Scream pour « des structures d'accords [qu'il a] trouvées très rafraîchissantes ».

## AffaireCome as You Are
À la sortie du morceau Come as You Are du groupe Nirvana, les membres de Killing Joke crient au plagiat, la ligne de basse reprenant précisément celle de leur vieux succès, Eighties. Une controverse oppose encore aujourd'hui plusieurs protagonistes et journalistes musicaux au sujet des suites données à cette affaire : le magazine Rolling Stone explique qu'aucun procès pour violation des droits d’auteurs n'a eu lieu, parce que les plaignants n’avaient pas, à ce moment, les moyens financiers nécessaires à ce type d’action en justice. Kerrang parle au contraire d'une procédure effectivement lancée, mais rejetée par le tribunal. Selon Coleman, Kurt Cobain « plaide coupable » au cours d'une conversation privée, avouant que Come as You Are est bien inspirée par Eighties et l'affaire en reste là. D'autres sources font bien état d'un procès, au cours duquel la demande des plaignants aurait été rejetée. On parle également d'un arrêt des poursuites après le décès de Cobain.
Geordie Walker évoque l'affaire en ces termes : « Nous sommes très agacés par cette histoire, mais [la ressemblance entre les morceaux] est une évidence pour tout le monde. Nous avons fait établir deux rapports de musicologues indépendants qui concluent [qu'elle] l'est. Notre éditeur a écrit à [l']éditeur [de Nirvana] pour leur donner les conclusions et ils ont répondu : "Bah, on n'a jamais entendu parler de vous", mais le truc dingue quand Nirvana affirme qu'ils ne nous connaissent pas, c'est qu'ils nous avaient envoyé une carte de vœux pour Noël, auparavant. »
En tout état de cause, les relations entre les deux groupes restent bonnes, comme le prouve la participation de Dave Grohl à l'album Killing Joke de 2003. En 2005, Grohl remet à Jaz Coleman un Lifetime Achievement Award, récompense décernée par le magazine Kerrang et couronnant l'ensemble de sa carrière. Ce riff de Killing Joke présente en outre de grandes similarités avec celui composé par The Damned comme fil conducteur du titre Life Goes On sorti trois ans avant Eighties, en 1982.

## Membres

### Derniers membres
- Jaz Coleman — chant, clavier (1978–1996, 2002–2023)
- Martin « Youth » Glover — guitare basse (1978–1982, 1994–1996, 2002–2003, 2008–2023)
- Paul Ferguson — batterie (1978–1987, 2008–2023)
- Roi Robertson – clavier (2016–2023)[70]

Les photographies des membres actuels sont prises par le photographe et réalisateur américano-canadien Mont Sherar, auteur de la monographie Twilight of the Mortals.

### Anciens membres
- Kevin « Geordie » Walker — guitare (1978–1996, 2002-2023 ; décédé en 2023)
- Paul Raven — guitare basse (1982–1987, 1990–1991, 2003–2007 ; décédé en 2007)
- Dave Kovacevic —  claviers (1984–1991)
- Dave « Taif » Ball — guitare basse (1988–1990)
- Martin Atkins — batterie (1990–1991)
- Nick Holywell-Walker — clavier (1994–1996, 2002–2005)
- Geoffrey Dugmore — batterie (1994-1996)
- Troy Gregory — guitare basse (1996)
- Dave Grohl — batterie (2002–2003)
- Ted Parsons — batterie (2003–2004)
- Ben Calvert — batterie (2005–2008)
- Reza Udhin — claviers (2005-2016)

### Galerie

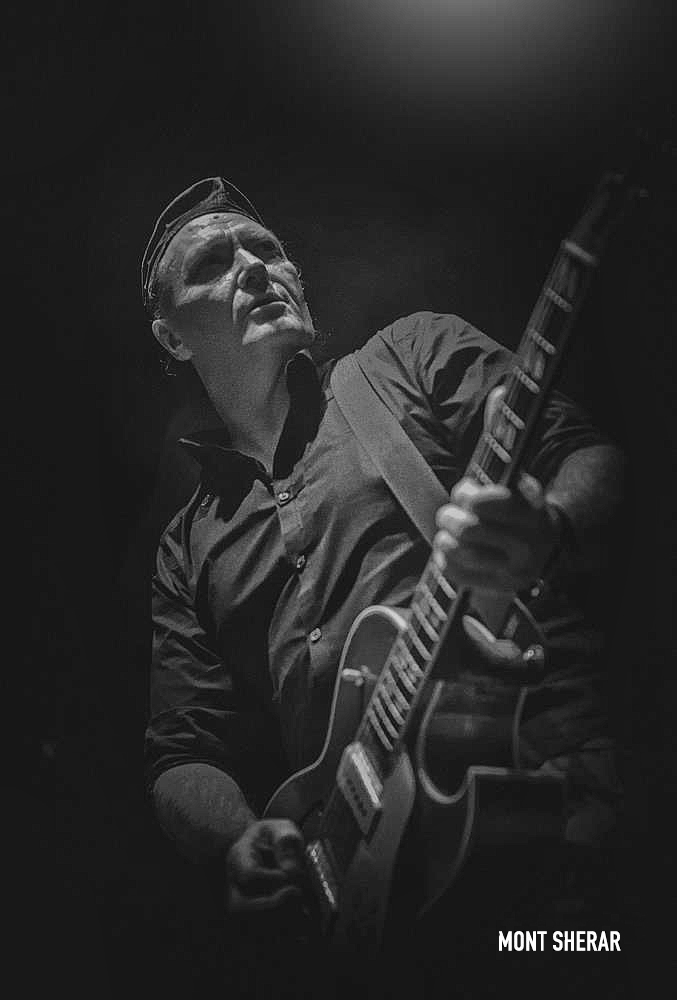
Geordie Walker
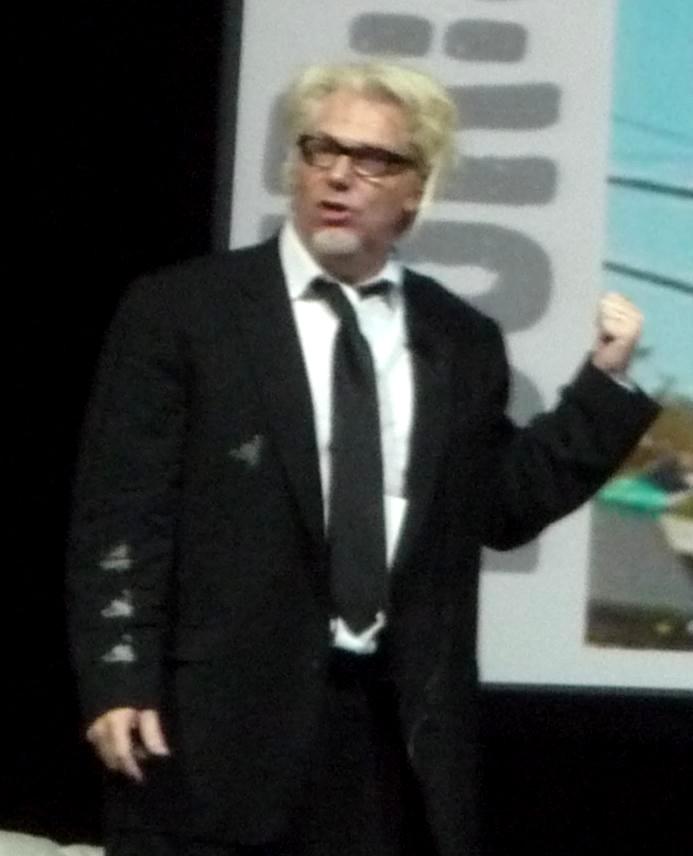
Martin Atkins
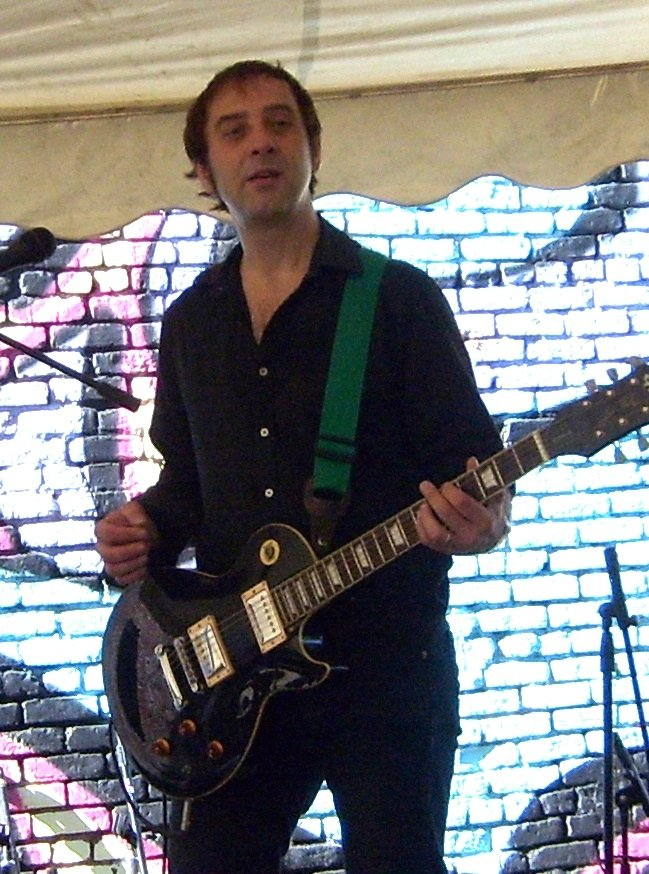
Troy Gregory
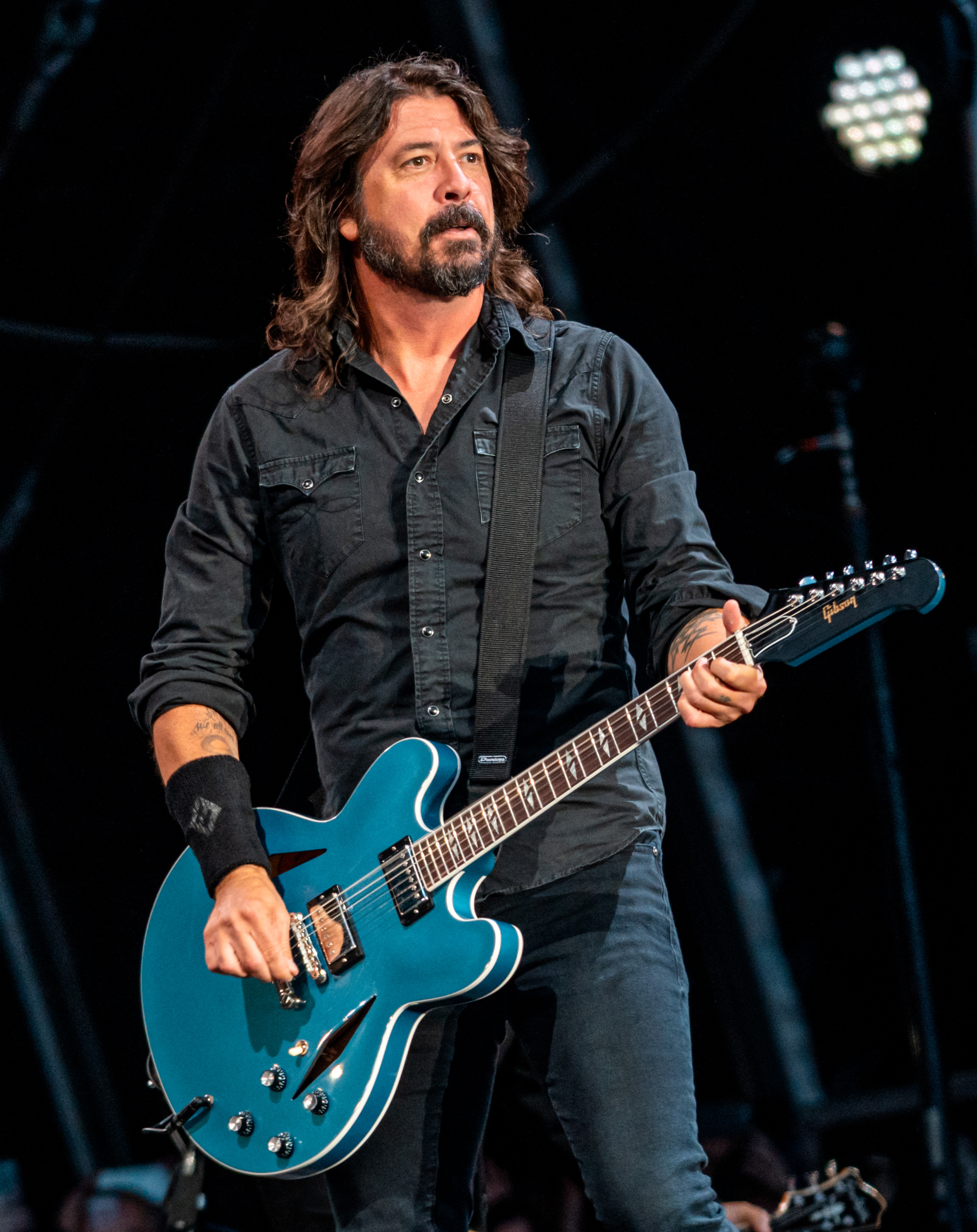
Dave Grohl
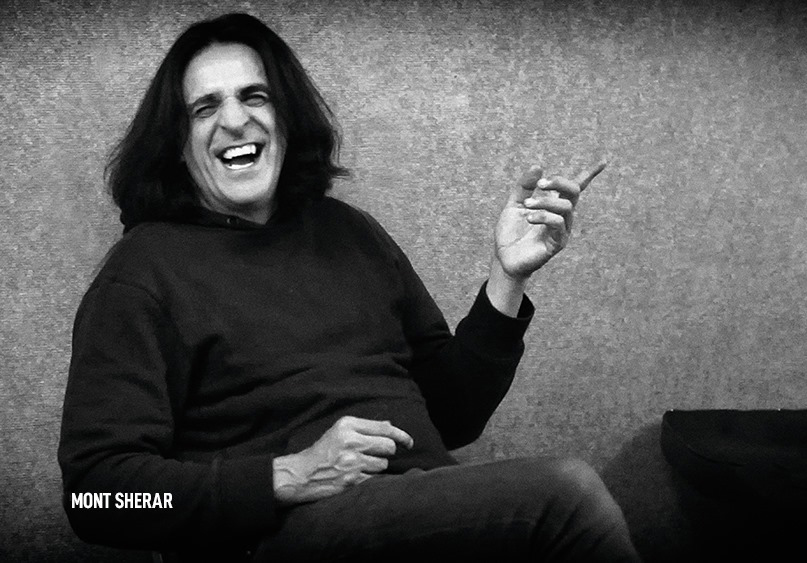
Jaz Coleman
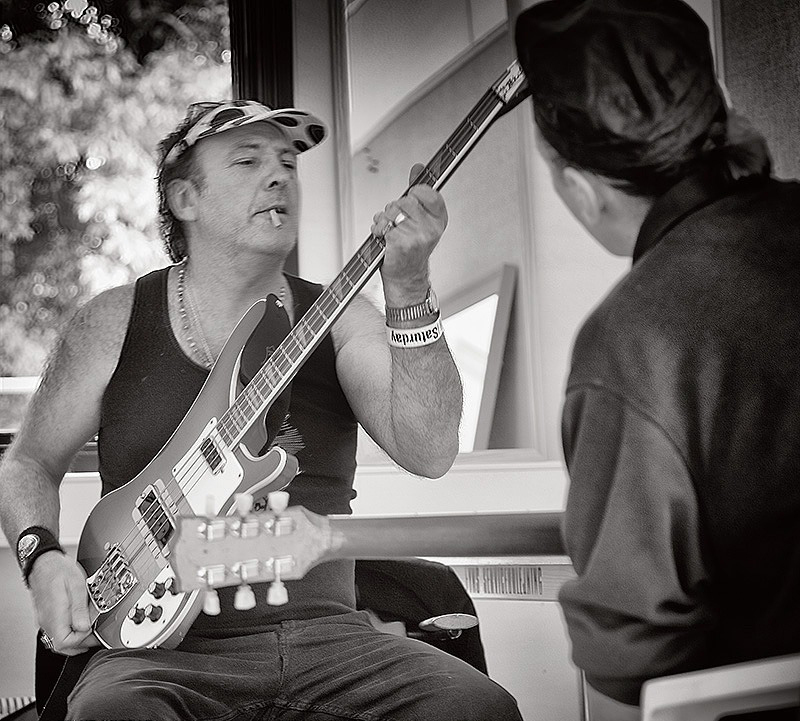
Martin Glover (de face), Geordie Walker (de dos)
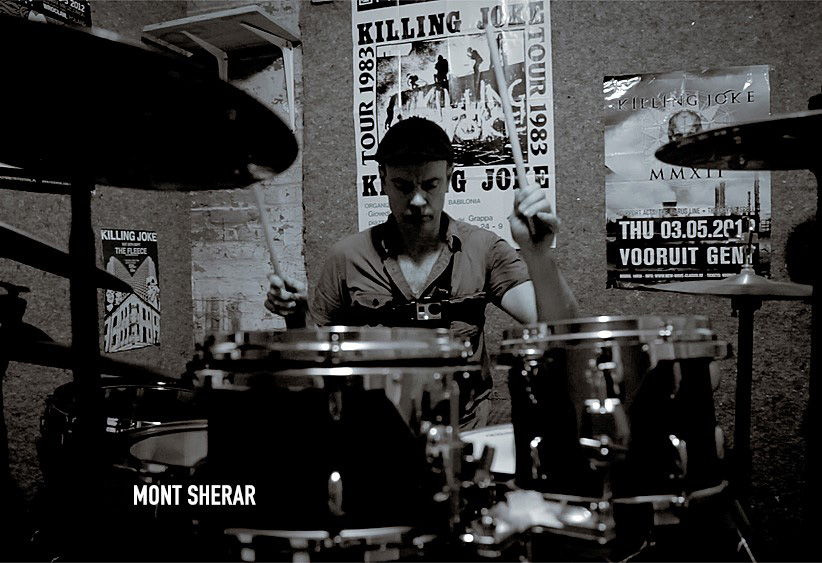
Paul Ferguson

## Discographie
Les dates de sorties indiquées ci-dessous correspondent aux éditions originales, au Royaume-Uni. Les plus anciens albums de Killing Joke sont disponibles en versions remasterisés et réédités chez Virgin Music. Cependant, il n’est pas fait mention de l’année de première publication sur ces albums, mais uniquement de l’année de réédition. Ainsi, certains CD de Revelations portent un copyright en date de © 2005 au lieu de © 1982. On peut distinguer ces rééditions des originaux grâce à la mention KILLING JOKE: remastered with bonus track(s) figurant en couverture, sur le côté gauche. Les charnières de boîtier des albums remasterisés sont en plastique transparent, tandis que celles des originaux sont en plastique gris opaque.

### Albums studio
- 1980 : Killing Joke (réédition en 2005 avec 5 titres bonus).
- 1981 : What’s THIS for...! (réédition en 2007 avec 3 titres bonus).

- 1982 : Revelations (Réédition en 2005 avec 1 titre bonus).
- 1983 : Fire Dances (réédition en 2008 avec 8 titres bonus).
- 1985 : Night Time (réédition en 2008 avec 9 titres bonus).
- 1986 : Brighter Than a Thousand Suns (réédition en 2008 avec restauration du mixage d'origine de Chris Kimsey sur plusieurs titres + 3 titres bonus).
- 1988 : Outside the Gate (réédition en 2008 avec 7 titres bonus).
- 1989 : The Courtauld Talks (enregistrement de prises de parole par Coleman en marge d'une tournée américaine, sur les thèmes de l'occultisme, de la numérologie et de l'industrie du disque, avec accompagnement musical par Geordie Walker).
- 1990 : Extremities, Dirt and Various Repressed Emotions (réédition en 2007 avec 4 titres bonus).
- 1994 : Pandemonium (réédition en 2005 avec 2 titres bonus).
- 1996 : Democracy (réédition en 2005 avec un titre bonus).
- 2003 : Killing Joke (pour éviter la confusion avec le premier album, cet opus est aussi appelé 2003 ou encore Killing Joke 2003)
- 2006 : Hosannas from the Basements of Hell (également disponible en vinyle (édition limitée, disque coloré).
- 2010 : Absolute Dissent (également disponible en double CD, vinyle et double vinyle).
- 2012 : MMXII
- 2015 : Pylon

### Albums live
- 1981 : HA (live enregistré à Toronto. Réédition en 2005 avec 3 titres bonus. L'album originel est sorti sur vinyle au format 10" - 33 t).
- 1995 : BBC in Concert (enregistrement en conditions « live » dans les studios de la BBC).
- 2005 : XXV Gathering!: Let Us Prey (live, également disponible en double vinyle (édition limitée, disque coloré).
- 2012 : Down by the River (live enregistré au Royal Festival Hall de Londres en avril 2011. Chronologiquement, disponible en téléchargement (2011), puis sur double CD et en DVD vidéo (2012).

### Compilations et coffrets
- 1990 : An Incomplete Collection (compilation épuisée, coffret de cinq disques vinyle couleur en tirage limité à 4 000 exemplaires.)
- 1992 : Laugh? I Nearly Bought One!
- 1995 : Wilful Days
- 1996 : Alchemy - The Remixes (compilation de remixes par plusieurs grands noms de la techno, de l'ambient et du metal industriel.)
- 2001 : No Way Out but Forward Go
- 2004 : Killing Joke for Beginners (cette compilation couvre les années 1980 à 1988.)
- 2004 : Chaos for Breakfast (coffret sorti pour l’anniversaire du label Malicious Damage, reprenant en cinq CD les pochettes originales des premiers maxi-45 tours du groupe. Comprend une série de photos noir et blanc et deux rééditions d’autocollants d’époque.)
- 2007 : Inside Extremities, Mixes, Rehearsals And Live (CD no 1 : Live in Pied – France, 7 juin 1991, 14 titres — CD no 2 : remixes, inédits, sessions de répétition, 12 titres.)
- 2007 : Bootleg Vinyl Archive Vol.1 (coffret de trois CD - 44 titres : compilation approuvée par le groupe, regroupant des bootlegs reproduits et remasterisés pour la première fois en CD. Les enregistrements d'origine sont sortis sur vinyle au cours des années 1980 : Live at Venue / Live in London + CD bonus : Porchester Hall 1988.)
- 2007 : Bootleg Vinyl Archive Vol.2 (coffret de trois CD - 46 titres : compilation approuvée par le groupe, regroupant des bootlegs reproduits et remasterisés pour la première fois en CD. Les enregistrements d'origine sont sortis sur vinyle au cours des années 1980 : The Bums Rush (démos) / The Act is Done / Live at Joker Place + CD bonus : Astoria 20 septembre 1994.)
- 2008 : The Peel Sessions 1979-1981 (17 titres : sessions enregistrées par John Peel pour la BBC Radio 1 entre 1979 et 1981).
- 2008 : Duende: The Spanish Sessions (14 titres, sessions live enregistrées en 2008 dans le studio de Youth à Granada, en Espagne.)
- 2009 : The Gathering 2008 - Part One (21 titres live enregistrés sur deux CD à Londres en 2008.)
- 2009 : The Gathering 2008 - Part Two (19 titres live sur deux CD, enregistrés à Londres en 2008 dont un titre inédit, Time Wave.)
- 2011 : Live at the Hammersmith Apollo 16.10.2010 (23 titres live sur trois CD.)
- 2013 : The Singles Collection 1979-2012
- 2021 : In Dub Rewind (Vol.1)

### Vidéographie
- 2005 : XXV Gathering!: The Band that Preys Together Stays Together (concert filmé au Shepherds Bush Empire à Londres, à l’occasion des 25 ans de production discographique du groupe).

## Filmographie
- 2013 : The Death and Resurrection Show (2015), documentaire portant sur trente ans d'histoire du groupe par le réalisateur Shaun Petigrew — durée 2 h 30 min, produit par Coffee Films et ILC Productions : (en) « The Death and Resurrection Show » [vidéo], sur youtube.com, 15 février 2022 (consulté le 21 mars 2022).

### Projets parallèles
- Pigface
- Murder, Inc.